# زاهي وهبي
زاهي وهبي هو شاعر وإعلامي لبناني ولد في الخامس من أيار (مايو) من العام 1964 في بلدة عيناتا الحدودية في قضاء بنت جبيل في جنوب لبنان، وعاش وحيداً في كنف والدته إذ كان والده مهاجراً.

## نشأته
نشأ زاهي وهبة في بيت ريفي متواضع؛ وتأثر منذ نعومة أظفاره بقصص والدته عن الأنبياء والأولياء والمرويات الشعبية عن الزير سالم وسيف بن ذي يزن وعنترة، ما صقل موهبته الأدبية منذ الصغر.
كما تأثر منذ طفولته بواقع الجنوب اللبناني حيث نشأ، حيث تفتح وعيه على وقع الاجتياحات الإسرائيلية المتتالية، إلى أن تم اعتقاله في صيف عام 1982 بسبب انخراطه في مواجهة الغزو الإسرائيلي للبنان، وسُجن في معتقل «عتليت» داخل فلسطين المحتلة ثم في معتقل «أنصار» في جنوب لبنان حيث بقي في الأسر لمدة سنة، ثم تكرر اعتقاله ثانية في مدينة بنت جبيل في عام 1985 لأيام معدودة غادر على إثرها الجنوب اللبناني إلى العاصمة بيروت.

## التعليم والعمل
في بيروت انتسب إلى كلية الحقوق والعلوم السياسية في الجامعة اللبنانية، وبدأ في الوقت نفسه عمله الإعلامي في إذاعة «صوت المقاومة الوطنية» وجريدة «الحقيقة»، ثم جريدة «النداء» حيث تشكلت فيها تجربته الصحافية الفعلية، قبل أن ينتقل للعمل في النهار اللبنانية لمدة 8 سنوات كمحرر ثقافي وناقد إلى جانب الشاعر اللبناني شوقي أبي شقرا الذي يصفه وهبي بـ «المعلم».
عمل زاهي وهبي لمدة سنة في تلفزيون الجديد تزامناً مع عمله في النهار، ثم انتقل إلى تلفزيون المستقبل فعمل فيه منذ تأسيسه في أوائل التسعينات من القرن العشرين، حيث قدم العديد من البرامج أشهرها خليك بالبيت الذي استمر لمدة 15 عاماً متتالية (1996-2011) ونال نجاحاً واسعاً وحصد عدداً كبيراً من الجوائز وشهادات التقدير. انتقل عام 2011 إلى قناة الميادين حيث يُعد ويُقدِّم البرنامج الثقافي/الفني المعروف بيت القصيد الذي لا يزال مستمراً منذ عام 2012.
الجدير ذكره أن زاهي وهبي استضاف في برنامج «خليك بالبيت» أكثر من 750 مبدعاً عربياً في شتى الميادين والمجالات الفكرية والأدبية والموسيقية والغنائية والمسرحية والسينمائية والتلفزيونية والتشكيلية والفقهية، والعديد من الحوارات أثارت جدلاً واسعاً في الصحف والمجلات، أما في «بيت القصيد» فقد استضاف حتى الآن قرابة 350 مبدعاً معظمهم من الأجيال الشابة، وقد تجاوز مجموع حواراته الصحافية والتلفزيونية 3000 حواراً، فضلاً عن مئات المقالات النقدية والنثرية.
حاور وهبي عمالقة الفن الأدب والفن العرب مثل: سعيد عقل، أدونيس، محمود درويش، سليمان العيسى، الطيب صالح، طلال حيدر، فاروق شوشة، أحمد فؤاد نجم، عبد الرحمن الأبنودي، سيد حجاب، كوليت خوري، سميح القاسم، خالد الكركي، فاتن حمامة، عادل إمام، نور الهدى، صباح، وديع الصافي، نجاح سلام، عمار الشريعي، رفيق السبيعي، دريد لحام، منى واصف، فهد بلان، سميرة توفيق، أحمد زكي، نور الشريف، يوسف شاهين، عاطف سالم، مديحة يسري، هدى سلطان، تحية كاريوكا، محمد عبده، سعاد العبد الله، عبد الحسين عبد الرضا، ذكرى، سعدون جابر، حسين الأعظمي، فريدة محمد علي، كاظم الساهر، سميرة سعيد، أمينة فاخت، لطفي بوشناق، علي مهدي، معلومة بنت الميداح وغيرهم.
كما حاور العديد من القادة والشخصيات السياسية مثل الرئيس اللبناني إلياس الهراوي، الرئيس رفيق الحريري، حسن نصر الله، ووليد جنبلاط، ومحمد حسين فضل الله، والبطريرك مكسيموس الخامس لحام، والمطران غريغوار حداد، وفيصل الحسيني، والأخضر الإبراهيمي، والأمير خالد الفيصل، وفاروق القدومي، وعزمي بشارة، وفدوى البرغوثي، وبثينة شعبان وغيرهم.
لا بد من الإشارة أيضاً إلى برنامج «ست الحبايب» الذي أعده وقدمه وهبي لثلاثة مواسم رمضانية متتالية على شاشة «تلفزيون المستقبل» وكرَّم خلاله عشرات الأمهات اللبنانيات والفلسطينيات، وحظي بمتابعة عالية جداً. وكذلك برنامج «قرأت لكم» الصباحي الذي استمر لمدة 12 عاماً متواصلة. فضلاً عن برنامج إذاعي يحمل العنوان نفسه أعده وقدمه عبر أثير إذاعة «الشرق».

## مؤلفاته
أصدر زاهي وهبة عدّة دواوين شعرية، وهي (حسب ترتيب الإصدار):
1. حطاب الحيرة - دار الفارابي 1990
2. صادقوا قمرا - دار الجديد 1992
3. في مهب النساء - دار الجديد 1998
4. ماذا تفعلين بي؟ - دار رياض الريّس 2004
5. ثلاث دقات/بيروت على خشبة مسرح - الدار العربية للعلوم ناشرون 2007
6. تتبرج لأجلي - الدار العربية للعلوم ناشرون ومنشورات الاختلاف في الجزائر 2007
7. يعرفكِ مايكل أنجلو - الدار العربية للعلوم ناشرون ومنشورات الاختلاف في الجزائر 2007
8. راقصيني قليلاً - الدار العربية للعلوم ناشرون ومنشورات الاختلاف في الجزائر 2008
9. كيف نجوت - الدار العربية للعلوم ناشرون 2009
10. قهوة سادة/ في أحوال المقهى البيروتي - الدار العربية للعلوم ناشرون 2010
11. أضاهيكِ أنوثة - مؤسسة البيت الجزائر 2010
12. رغبات منتصف الحب - منشورات مجلة دبي الثقافية ثم الدار العربية للعلوم ناشرون 2011
13. تجري من تحتها الأنهار - دار الشروق القاهرة 2011
14. لمن يهمه الحب - دار الساقي 2011
15. تعريف القُبلة - دار الساقي 2012
16. بانتظار الغريبة - دار الساقي 2013
17. هوى فلسطين - دار موازييك عمّان 2013
18. أهل التراب (les gens de la terre) ترجمه إلى الفرنسية عيسى مخلوف وفينوس خوري - غاتا (دار لارماتان باريس 2013)
19. حبر وملح 1: مرئي مكتوب - الدار العربية للعلوم ناشرون
20. حبر وملح 2: جهة الصواب/ عن فلسطين وإليها - الدار العربية للعلوم ناشرون
21. بيروت المدينة المستمرة - الدار العربية للعلوم ناشرون)
22. «أغنِّي لها»، ألبوم شعري صوتي بمرافقة موسيقية تأليفاً وعزفاً للفنان اللبناني رامي خليفة.
23. «ليلُ يديها»، كتاب شعر صدر عن دار الرافدين عام 2022.[2]
24. قلبي يقيني/تغاريد في الحب والحياة - دار الرافدين - 2023[3]
25. عائدٌ في انتظارات النسوة/قصائد في هوى فلسطين طبعة ثانية دار مرفأ - 2024[4]
26. رسائل، عرض مسرحي على مسرح المدينة بيروت - 2024

وفي الوقت نفسه لا يزال وهبي يكتب منذ سنوات طويلة في مجلة «زهرة الخليج» وجريدتي «الحياة» و«السفير».
وقف زاهي وهبي على معظم منابر لبنان شاعراً ومتحدثاً في الجامعات والمدارس، كما أحيى أمسيات شعرية في معظم أنحاء الوطن العربي مثل: دار الأوبرا المصرية، ومهرجان جرش، ومهرجان قرطاج، ومهرجان المحبة، ومهرجان تدمر، ومنزل أمير الشعراء أحمد شوقي، فضلاً عن معهد العالم العربي في باريس وصالون الخريف في باريس أيضاً، والكثير من جامعات الوطن العربي مثل: الجامعة الأميركية في بيروت، وجامعة السلطان قابوس في مسقط، والجامعة الأردنية وجامعة البتراء في عمّان، والجامعة اليسوعية في بيروت وجامعة بيروت العربية.

### قصائد مغنّاة
لحّن قصائده وغناها فنانون من لبنان والعالم العربي، ومنها:
- تتبرج لأجلي - مارسيل خليفة.
- أعرفُ بلاداً - أميمة الخليل.
- ضَعْ وردتك هنا - عبير نعمة.
- صوتي السماء - هبة قواس.
- لنغيّر الإيقاع - هبة قواس.
- أمي - أحمد قعبور
- صوتن عالي - أحمد قعبور.
- عذراً غزة - جاهدة وهبي.
- دمشق - جاهدة وهبي.
- دمشق - بادية حسن.
- بغداد - فايا يونان.
- جسدٌ علماني - شربل روحانا.
- أتلفتني - زينب أفيلال.
- شو مخبِّي (بيدر البصري مع أوركسترا ماري والموسيقار رعد خلف)
- عيناكِ - محمد المرباطي.
- لا تنسَ - محمد المرباطي.
- عيناكَ - نسرين حميدان
- شُبَّاك الأمل (للأطفال) - هند حامد (لصالح جمعية ألعاب بأجنحة toys with the wings)
- نشيد الأمل - هند حامد
- تعا يا بكرا - ليال نعمة
- أرى بلادي - ليال نعمة
- لم يبقَ لي - تلحين وغناء ميس حرب
- أمي - تلحين أحمد الخير، غناء أميمة الخليل وأحمد الخير)
- ليل الغربة - موسيقى وغناء الفنان البحريني محمد المرباطي.

تحوّلت قصائده إلى لوحات ومجوهرات وأزياء مع رسّامين ومصممين مثل: التشكيلي اللبناني أمين الباشا، التشكيلي اللبناني مارون الحكيم، التشكيلية السعودية علا حجازي، التشكيلي السوري سهيل بدّور، مصممة الحُلي والمصاغ المصرية عزّة فهمي، مصممة الأزياء العراقية هناء صادق، مصممة الأزياء الأردنية/الفلسطينية هامة الحناوي، ومصممة الأزياء الفلسطينية ملك حكروش.

## تكريمات
نال زاهي وهبي عشرات الجوائز كأفضل مقدم برامج من: الكلية الملكية للمملكة المتحدة –لندن، صالون الخريف الباريسي الشهير، جامعة الدول العربية، كلية الإعلام والتوثيق في الجامعة اللبنانية لثلاث سنوات متتالية، المركز الكاثوليكي للإعلام، المجلس الوطني للإعلام، هيئة دعم المقاومة الإسلامية (درع «الوعد الصادق» تقديراً لدوره الإعلامي أثناء الحرب الإسرائيلية على لبنان في العام 2006)، الرابطة الثقافية في طرابلس، مهرجان تدمر في سوريا، المجلس الوطني للفنون والآداب في الكويت، مهرجان قرطاج المسرحي في تونس، جامعة البتراء في الأردن هيئة الثقافة والفنون في الفجيرة، مجلة دبي الثقافية، وغيرها العديد.
كما اختارته مجلة نيوزويك العربية من بين 43 شخصية عربية هم الأكثر تأثيراً في العالم العربي، وكذلك فعلت مجلة أرابيان بزنس باختياره بين المئة الأكثر تأثيراً في العالم العربي.
أواخر عام 2005، بات زاهي وهبي أول عربي يُمنح الجنسية الفلسطينية، حيث أصدر الرئيس محمود عباس قراراً بمنحه جواز سفر دبلوماسياً تقديراً لما قدمه للقضية الفلسطينية في مختلف المجالات، كذلك منحه المثقفون المقدسيون شهادة تكريم.
كما تم تكريمه في مختلف العواصم العربية، وفي مقر جامعة الدول العربية في القاهرة.